# Đạo Bửu Sơn Kỳ Hương
Bửu Sơn Kỳ Hương là một giáo phái có ảnh hưởng lớn đến lịch sử và chính trị tại Nam Kỳ (Việt Nam) từ giữa thế kỷ 19.

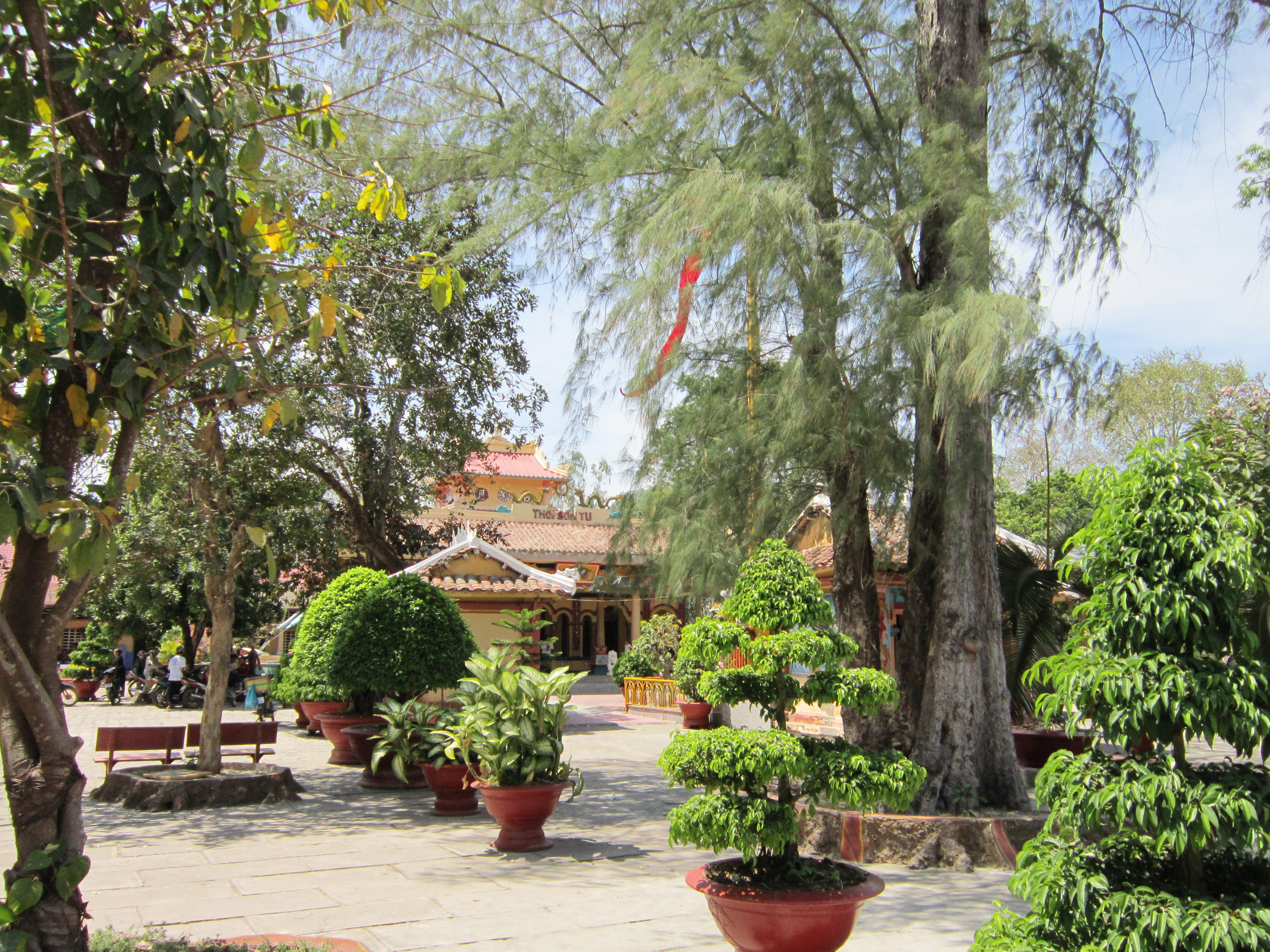
Toàn cảnh chùa Thới Sơn (Tịnh Biên)

## Hoàn cảnh ra đời

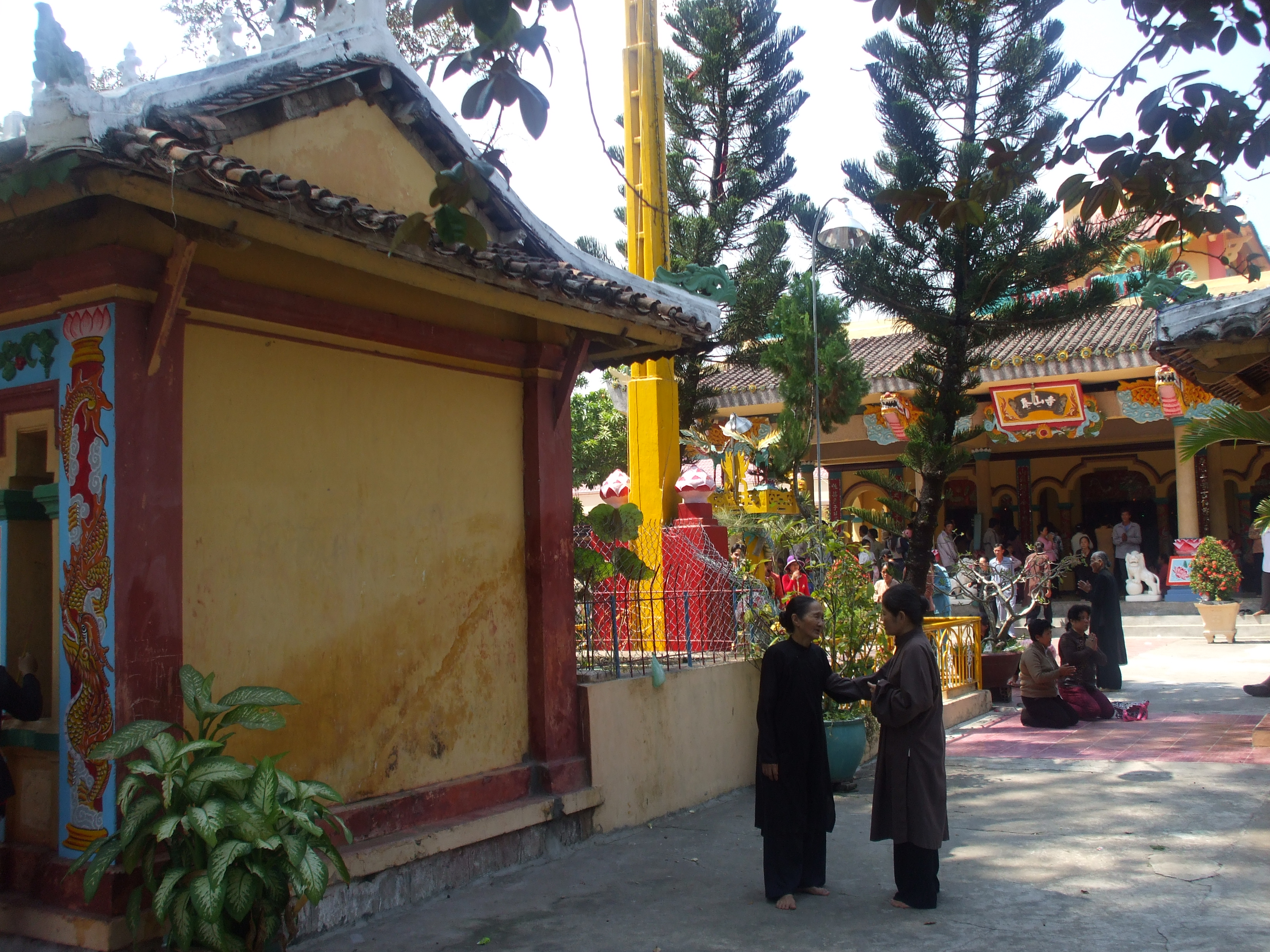
Chùa Thới Sơn (Tịnh Biên) được coi như là Tổ đình của đạo Bửu Sơn Kỳ Hương.

Đạo Bửu Sơn Kỳ Hương (còn được gọi là đạo Lành) được khai sáng vào năm 1849 bởi một người có tục danh là Đoàn Minh Huyên (1807-1856), đạo hiệu là Giác Linh, quê ở làng Tòng Sơn, Cái Tàu Thượng, tổng An Thạnh Thượng, tỉnh Sa Đéc (nay thuộc tỉnh Đồng Tháp). Sau này, khi ông đến tu tại chùa Tây An (núi Sam, Châu Đốc) thì được tín đồ gọi tôn kính là Phật Thầy Tây An.
Năm 1849, ở Nam Kỳ xảy ra vụ mất mùa và đại dịch (kéo dài đến 1850), đã làm nhân dân lâm vào cảnh cùng cực, khổ đau và chết chóc. Trong hoàn cảnh ấy, Đoàn Minh Huyên từ Tòng Sơn (nay thuộc huyện Lấp Vò, Đồng Tháp) vào Tràm Dư, rồi đến vùng Kiến Thạnh (nay là làng Long Kiến, Chợ Mới, An Giang) trổ tài trị bệnh cho dân. Từ chỗ chữa trị bệnh có kết quả, ông dìu dắt được nhiều bệnh nhân và người thân của họ nghe theo những điều răn dạy của ông.
Thấy người tin theo ngày một đông, nên ngay năm 1849, ông đã sáng lập ra đạo Bửu Sơn Kỳ Hương, và tồn tại cho đến ngày hôm nay.
Hiện nay, theo thống kê của Ban Tôn giáo - Sở Nội vụ các tỉnh và thành phố thì đạo Bửu Sơn Kỳ Hương có khoảng 15.000 tín đồ sinh sống tập trung ở các tỉnh: An Giang, Đồng Tháp, Bà Rịa – Vũng Tàu, Long An, Sóc Trăng, Vĩnh Long, Tiền Giang và Bến Tre.

## Đặc điểm (sơ lược)

### Rao giảng về hội Long Hoa
Theo truyền thuyết của giáo phái này, thì Bửu Sơn (núi báu) là Thất Sơn, mà linh thiêng nhất là núi Cấm. Kỳ hương tức là mùi hương lạ. Hội Long Hoa sau thời Mạt pháp sẽ được thành lập ở đó để đón nhận những ai biết tu hiền. Trước thực trạng nghèo đói và bệnh tật triền miên, nghe nói hội Long Hoa, giống như cõi Tiên tại thế, mà việc hành đạo lại rất dễ, nên người tin theo ngày càng đông. Nhà văn Sơn Nam viết: Có thể nói Phật Thầy Tây An là người thứ nhất báo hiệu và đánh thức người đời rằng thời kỳ Hạ ngươn sắp mãn để bước sang thời Thượng ngươn, tức là thời kỳ Đức Di-lặc hạ sanh lập nên hội Long Hoa .

### Đơn giản hóađạo Phật

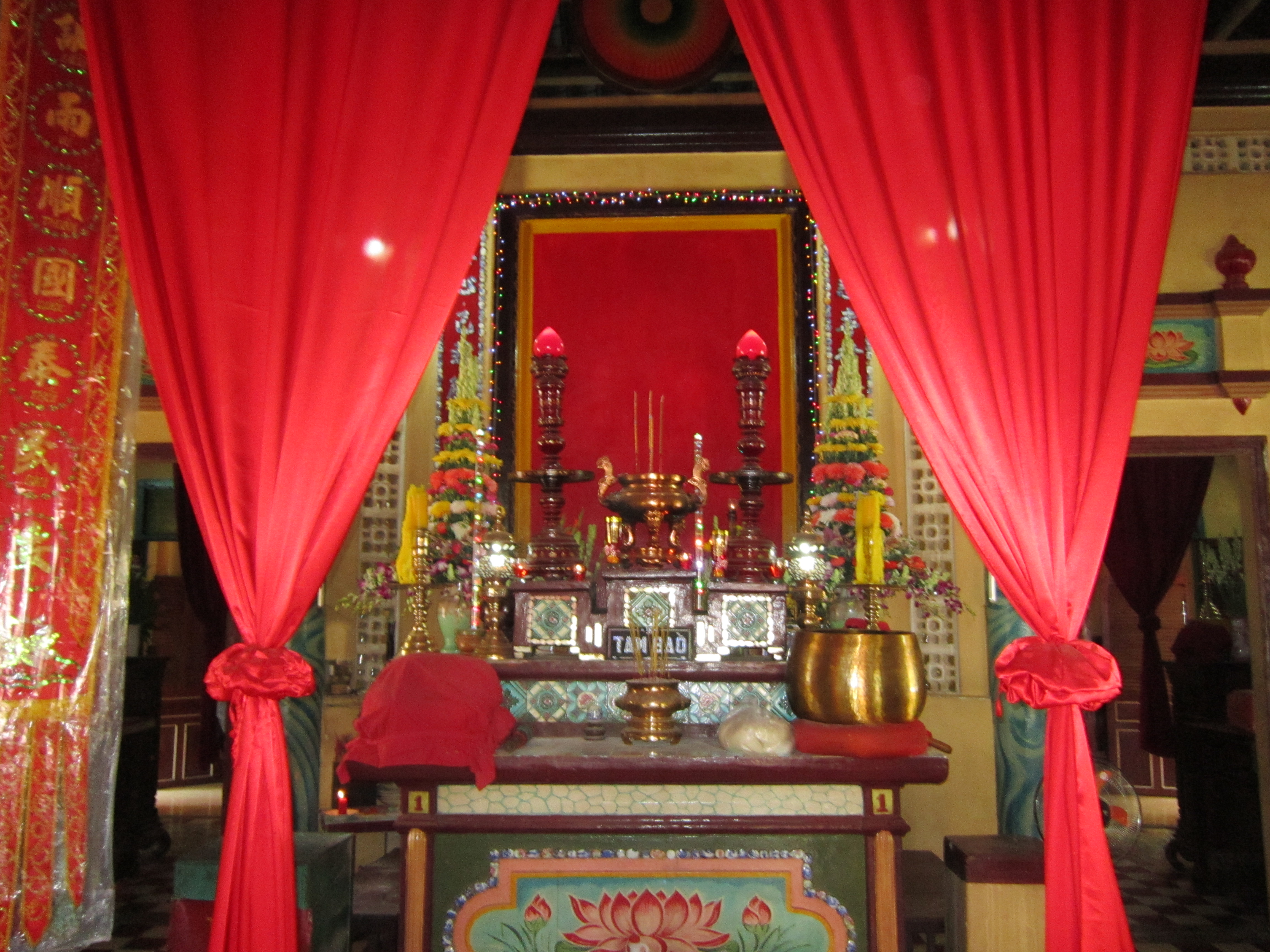
Bàn thờ Tam bảo trong chùa Thới Sơn

Người đến quy y sẽ được Đức Phật Thầy Tây An cấp cho một tấm "lòng phái" (mảnh giấy màu vàng có ghi bốn chữ "Bửu Sơn kỳ Hương" màu son), được truyền dạy giáo lý "học Phật-tu nhân", tức là noi theo giáo lý Đức Phật mà tu sửa con người, tích cực thực hành thuyết "Tứ ân (ơn)", đó là: Ân tổ tiên cha mẹ, Ân đất nước, Ân Tam bảo và  Ân đồng bào nhân loại. Về việc hành đạo, tuy lấy đạo Phật làm gốc, nhưng tín đồ đạo này không cần thờ tượng Phật (trên ngôi thờ Tam bảo chỉ cần thờ tấm trần điều màu đỏ), không cần phải ly gia cắt ái, không cần ăn chay, cạo râu tóc, gõ mõ tụng kinh,...và không cần phải dâng cúng những lễ vật tốn kém (bông hoa, nước lã là đủ) những tư tưởng và đặc điểm này khá tương đồng với đạo Phật Giáo Tứ Ân Hiếu Nghĩa và Phật Giáo Hoà Hảo. Nhiều nhà nghiên cứu, trong đó có Sơn Nam cho rằng đây là lối tu theo thuyết "vô vi", tức là không chú trọng đến hình thức, không dụng tâm bày đặt ra cái này cái khác.

### Đề cao Tứ ân

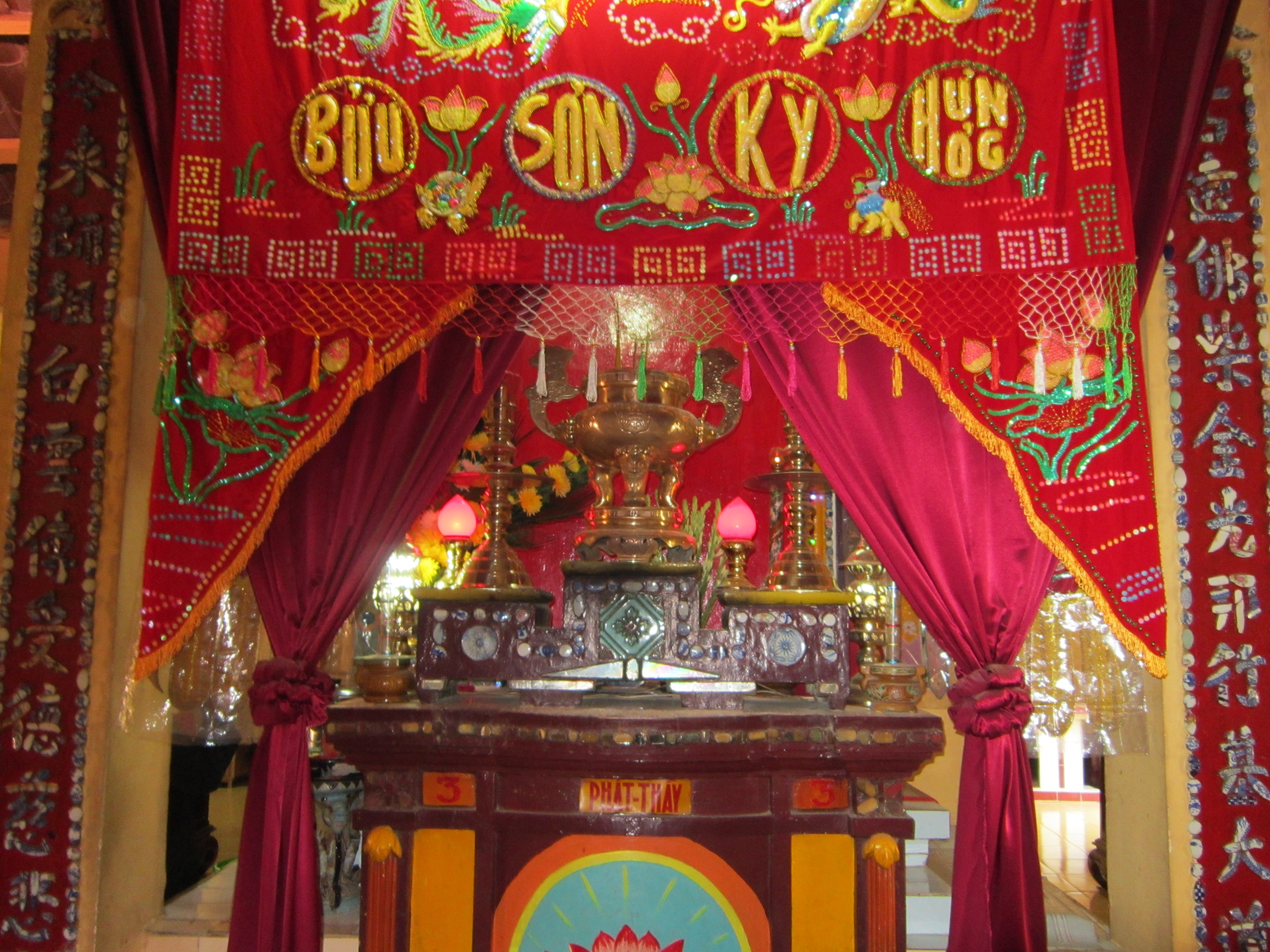
Bàn thờ Phật Thầy Tây An trong chùa Thới Sơn

Ngoài việc tuân theo thuyết vô vi và pháp môn học Phật-tu nhân, Đức Phật Thầy Tây An còn đề cao Tứ ân (bốn ơn) là ơn tổ tiên, ơn đất nước, ơn tam bảo, ơn đồng bào và nhân loại. Đây là bốn ân lớn mà mọi tín đồ đạo Bửu Sơn Kỳ Hương phải hết lòng kính thờ và phụng sự. Có thể xem đây là nét tinh túy của đạo, bởi yếu lý này rất phù hợp với bản sắc của dân tộc Việt. Chính vì vậy, khi quân Pháp xâm chiếm Nam Kỳ, các tín đồ đã báo "ân đất nước" bằng cách đứng lên chống ngoại xâm, mà cuộc khởi nghĩa Bảy Thưa (1867-1873) do Trần Văn Thành (một trong số đại đệ tử của Phật Thầy Tây An) phát động, là một minh chứng.

### Cổ vũ khẩn hoang
Đức Phật Thầy Tây An rất xem trọng việc khẩn hoang, làm rẫy ruộng để người hành đạo có thể tự túc được lương thực, không phải nhờ vào người khác để mà tu. Nhờ vậy đã dấy lên được một phong trào khai hoang rộng khắp miền Tây Nam Bộ lúc bấy giờ. Theo sách Lịch sử địa phương An Giang, thì năm 1851, Đức Phật Thầy Tây An đã phân công các đệ tử là Trần Văn Thành, Tăng Chủ (Bùi Đình Thân), Đạo Xuyến (Nguyễn Văn Xuyến),... thành lập nhiều đoàn tín đồ đi khẩn hoang những miền đất hoang vu, lập nên những trại ruộng, như ở Cần Lố (Đồng Tháp Mười), Láng Linh (Châu Phú), Thới Sơn (Tịnh Biên),... Nhờ đức tin mà những tín đồ đã bám trụ và khẩn hoang, biến những vùng đầm lầy, rừng rậm thành những vùng đất rộng lớn, màu mỡ. Sau này, đạo Tứ Ân Hiếu Nghĩa và đạo Hòa Hảo chịu ảnh hưởng sâu sắc các yếu lý trên.

## Sám giảng (trích)
Tương truyền, Đức Phật Thầy Tây An thường căn dặn các tín đồ và người đến chữa bệnh bằng những câu như sau: 
Dặn cùng già trẻ gái trai,
Giữ lòng niệm Phật lâu dài đừng quên.
Thảo ngay nhơn nghĩa cho bền,
Thờ cha kính mẹ, tưởng trên Phật Trời.
Nói cho lớn nhỏ ghi lời,
Nhứt tâm niệm Phật, Phật Trời độ cho.
Ai trau công quả cho dày,
Đất bùn có thuở mọc rày hoa sen.
Màu thiền đắc ý cùng màu,
Còn hơn chen chúc công hầu vương khanh.
Tây Phương trước mặt chẳng còn bao xa
Cách nhau vì bởi ái hà biển mê
Dốc lòng niệm chữ từ bi,
Lấy đao trí huệ cắt đi cho rồi...